# Геллер, Зиновий Исаевич
Зиновий Исаевич Геллер (10 (23) марта 1917, Одесса — 23 сентября 1973, Одесса) — советский учёный в области топливной энергетики и теплотехники. Доктор технических наук (1959), профессор (1961).

## Биография
В 1940 году окончил Одесский индустриальный институт. В 1940—1942 годах работал начальником производственно-технического отдела (ПТО) на Северодвинской ТЭЦ-1.
В 1951—1964 годах — заведующий кафедрой теплотехники и гидравлики Грозненского нефтяного института. В этот период осуществил ряд работ по изучению теплофизических свойств нефти, её узких фракций и нефтепродуктов из различных месторождений Северного Кавказа (Озексуатской, Мангышлакской). Диссертацию доктора технических наук по теме «Высоковязкие крекинг-остатки как топливо» защитил в 1959 году. В 1964—1969 годах — заведующий кафедрой теплотехники Одесского технологического института пищевой и холодильной промышленности, а после реогранизации вузов в 1969 году и до конца жизни — кафедрой инженерной теплофизики Одесского технологического института холодильной промышленности.
Основные научные труды по теплообмену при сжигании топлив, аэродинамике топочных камер, гидравлике форсунок и насадков, хроматографическому анализу в теплоэнергетике, теплофизическим свойствам нефтей, мазутов, хладагентов (фреонов), холодильных и моторных масел. Особенной известностью пользовалась его монография «Мазут как топливо» (1965).
Сын — Владимир Зиновьевич Геллер (род. 1943), доктор технических наук, заведующий кафедрой экологии пищевых продуктов Одесской национальной академии пищевых продуктов, профессор Одесской национальной академии холода.

## Монографии
- Временная инструкция по использованию высоковязких остатков нефтепереработки в качестве котельного и печного топлива. Грозный: Грозненский нефтяной институт, 1957.
- Высоковязкие мазуты как котельное и печное топливо. М.: Гостоптехиздат, 1959. — 216 с.
- Контрольно-измерительные и регулирующие приборы в нефтеперерабатывающей промышленности (с Ю. Л. Расторгуевым и П. Е. Судаковым). Л.: Гостоптехиздат, Ленинградское отделение, 1963. — 251 с.; второе издание — Л.: Недра, Ленинградское отделение, 1967. — 266 с.
- Мазут как топливо. М.: Недра, 1965. — 495 с.
- Теплофизические свойства жидкостей. Под ред. З. И. Геллера и Л. П. Филиппова. М.: Наука, 1973. — 158 с.
- Защита газомазутных котлов от сернокислотной коррозии (с Л. М. Цирульниковым). Ташкент: Фан, 1974. — 147 с.